# Le Flon
Le Flon är en kommun i distriktet Veveyse i kantonen Fribourg, Schweiz. Kommunen skapades den 1 januari 2004 genom sammanslagningen av kommunerna Bouloz, Pont och Porsel. Le Flon hade 1 203 invånare (2023).